# Musikgeschichte in Bildern
Musikgeschichte in Bildern ist eine von Heinrich Besseler und Max Schneider begründete musikgeschichtliche und musikethnologische Reihe, die zuletzt von dem Musikwissenschaftler Werner Bachmann herausgegeben wurde. Die einzelnen Bände erschienen seit 1961 in Leipzig im Deutschen Verlag für Musik. Die Reihe wurde nach dem Ende der DDR eingestellt. Die Publikationsreihe stand unter dem Patronat der UNESCO-Kommission der Deutschen Demokratischen Republik. Der Band über Ostasien (China, Korea und Japan) beispielsweise wurde nicht mehr publiziert. Von einigen Bänden erschienen weitere Auflagen. Die Gesamtreihe ist aufgeteilt in die vier Teilreihen: 1. Musikethnologie, 2. Musik des Altertums, 3. Musik des Mittelalters und der Renaissance, 4. Musik der Neuzeit. Die Bände erschienen in einzelnen Lieferungen. Zahlreiche renommierte Fachgelehrte haben an der Reihe mitgewirkt.

## Übersicht (unvollständig)

### Musikethnologie
- 1,1 Ozeanien. Paul Collaer. 1974, 2. Aufl.
- 1,2 Amerika. Eskimo und indianische Bevölkerung. Paul Collaer. 1980, 2. Aufl. / 1. Aufl. 1967
- 1,3 Südostasien. Paul Collaer. 1979
- 1,4 Südasien. Alain Daniélou. 1978, 1. Aufl.
- 1,5 Nicht erschienen
- 1,6 Nicht erschienen
- 1,7 Nicht erschienen
- 1,8 Nordafrika. Paul Collaer. 1983, 1. Aufl.
- 1,9 Zentralafrika. Jos Gansemans; Barbara Schmidt-Wrenger. 1986
- 1,10 Ostafrika. Gerhard Kubik. 1982
- 1,11 Westafrika. Gerhard Kubik. 1989

### Musik des Altertums
- 2,1 Ägypten. Hans Hickmann. 1975, 2. Aufl. / 1961
- 2,2 Mesopotamien. Ṣubḥī Anwar Rašīd. 1984, 1. Aufl.
- 2,3 Nicht erschienen
- 2,4 Griechenland. Max Wegner. 1986, 3. Aufl. / 1963
- 2,5 Etrurien und Rom. Günter  Fleischhauer. [1978], 2., erg. Aufl. / 1964
- 2,6 Nicht erschienen
- 2,7 Alt-Amerika : Musik der Indianer in präkolumbianischer Zeit. Samuel Martí, 1985, 2. Aufl. / 1970
- 2,8 Altindien. Walter Kaufmann. 1981, 1. Aufl.
- 2,9 Mittelasien. Fajsulla M. Karomatov, 1987, 1. Aufl.

### Musik des Mittelalters und der Renaissance
- 3,2 Islam. Henry George Farmer. 1989, 3. Aufl. / 1976, 2. Aufl.
- 3,3 Musikerziehung. Joseph Smits van Waesberghe, 1986, 2., durchges. Aufl.
- 3,4 Schriftbild der einstimmigen Musik. Bruno Stäblein. 1984, 2. Aufl. / 1975, 1. Aufl.
- 3,5 Schriftbild der mehrstimmigen Musik. Heinrich Besseler. 1981, 2. Aufl. / 1973, 1. Aufl.
- 3,6 Nicht erschienen
- 3,7 Nicht erschienen
- 3,8 Musikleben im 15. Jahrhundert. Edmund Addison Bowles, 1987, 2. Aufl. / 1977, 1. Aufl.
- 3,9 Musikleben im 16. Jahrhundert. Walter Salmen. 1983, 2. Aufl. / 1976, 1. Aufl.

### Musik der Neuzeit
- 4,1 Oper: Szene und Darstellung von 1600 bis 1900. Hellmuth Christian Wolff. 1985, 3. Aufl. / 1979, 2., durchges. Aufl. / 1968
- 4,2 Konzert. Öffentliche Musikdarbietung vom 17. bis 19. Jahrhundert. Heinrich W. Schwab, 1980, 2., durchges. Aufl. / 1971
- 4,3 Haus- und Kammermusik. Privates Musizieren im gesellschaftlichen Wandel zwischen 1600 und 1900. Walter Salmen. 1969 / 1982, 2. Aufl.
- 4,4 Tanz im 17. und 18. Jahrhundert. Walter Salmen.  1988, 1. Aufl.
- 4,5 Tanz im 19. Jahrhundert. Walter Salmen. 1989, 1. Aufl.